# Gratiola amphiantha
Gratiola amphiantha là một loài thực vật có hoa trong họ Mã đề. Loài này được D.Estes & R.L.Small mô tả khoa học đầu tiên năm 2008.